# Gunsmoke

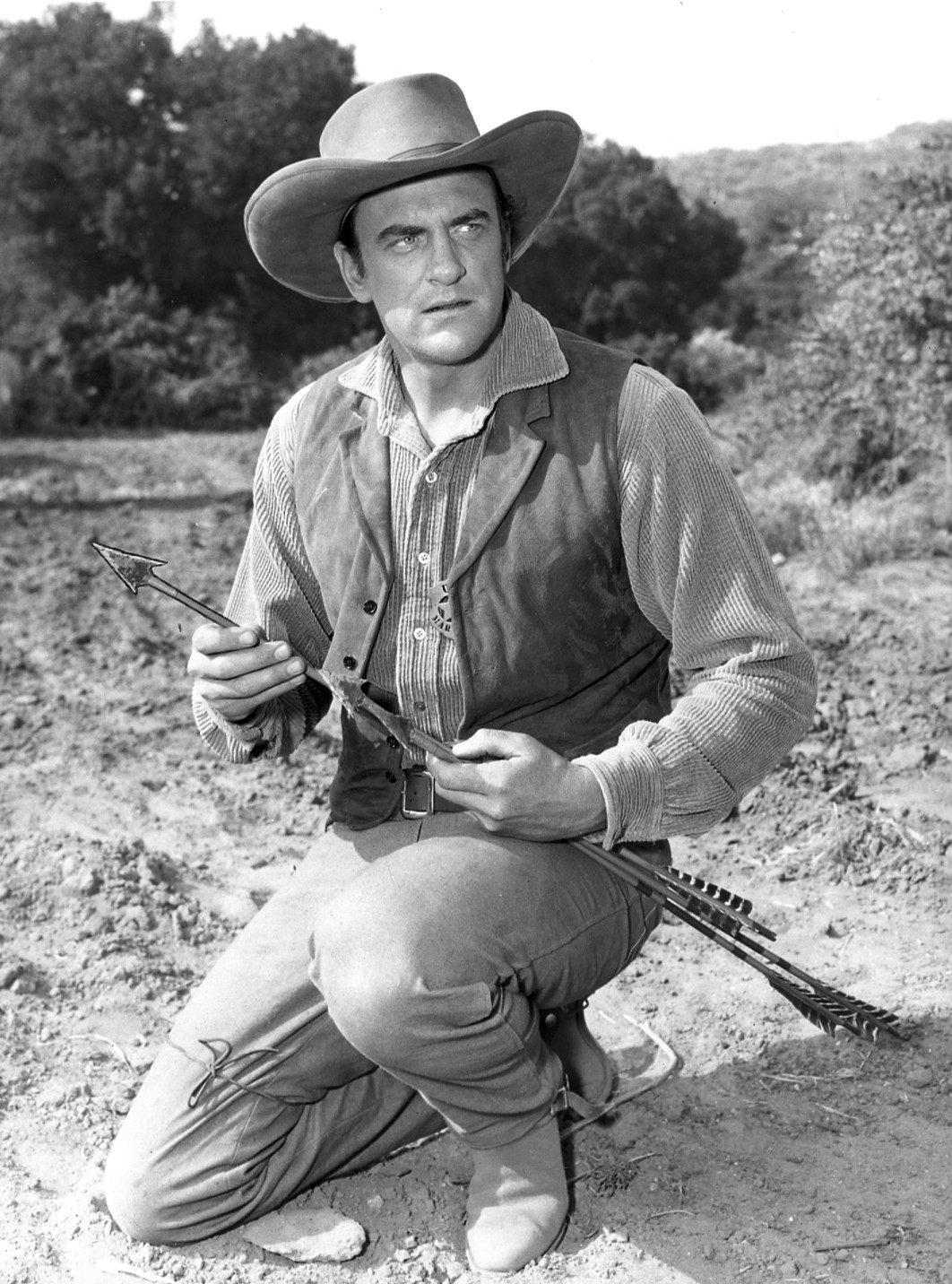
James Arness como o delegado Matt Dillon em 1956

Gunsmoke é uma série rádio e de televisão do gênero western criada pelo diretor Norman Macdonnell e pelo escritor John Meston. As histórias se passam e em torno de Dodge City, Kansas, durante Velho Oeste. O personagem central é agente da lei Marshal Matt Dillon, interpretado por William Conrad na televisão e no rádio por James Arness. Quando foi ao ar no Reino Unido, a série de televisão foi inicialmente intitulada Gun Law e mais tarde com o nome original. A série de rádio estreou em 26 de abril de 1952 pela rádio CBS.
A série de televisão é um marco na história da TV americana, já que foi o segundo seriado mais longo de todos os tempos (Sendo superado apenas por Os Simpsons). 
Seu primeiro episódio foi exibido na rede CBS em 10 de setembro de 1955, e o último em 1 de setembro de 1975. Ao todo foram 20 temporadas e 235 episódios de 30 minutos, além de 400 episódios de uma hora, totalizando 635 episódios.

## Enredo
O delegado Matt Dillon (papel de James Arness) afugentava qualquer fora-da-lei que cruzasse o caminho da pequena cidade de Dodge City, por volta de 1870. Também defendia com socos e muito fogo cruzado aqueles que causassem problemas para a dona do saloom da cidade, Kitty Russell (papel de Amanda Blake). Outros personagens de destaque eram o Doutor Galen Adams (vivido por Milburn Stone) e o ajudante descuidado Festus Hagen (papel de Ken Curtis).
A série foi exibida no Brasil pela TV Record até 1989 por volta dos anos 2000 a tv por assinatura Retro também exibiu a série. Em 1987, a CBS resolveu reunir o elenco novamente e realizar um telefilme, Gunsmoke: Return to the Dodge, sobre o reencontro de todos 12 anos depois na mesma cidade. O filme deu certo e rendeu uma boa audiência, o que fez com que a emissora produzisse em 1990, mais um: Gunsmoke: The Last Apache. A atriz Amanda Blake morreu logo após a estréia desse telefilme na rede CBS.

## Histórias em quadrinhos
Gunsmoke foi adaptado para as histórias em quadrinhos, tanto em tiras diárias por Harry Bishop para o jornal britânico Daily Express, quando revistas em quadrinhos publicadas pelas editoras Dell Comics e Gold Key Comics (selo da Western Publishing), o italiano Alberto Giolitti ilustrou algumas dessas histórias, no Brasil, foram publicadas pela EBAL na revista "O Poderoso".